# Liste des films avec Dracula
La liste des films avec Dracula regroupe les adaptations cinématographiques de Dracula, roman de Bram Stoker, et les différentes suites des avatars du personnage du vampire.

## Adaptations reprenant la structure du roman
Ces productions réadaptent le roman originel mais reprennent la structure du récit et les principaux personnages de celui-ci.
- Dracula (Tod Browning, 1931), avec Bela Lugosi
- Le Cauchemar de Dracula (Horror of Dracula, Terence Fisher, 1958), avec Christopher Lee
- Hrabě Drakula (Anna Procházková, 1971) avec Ilja Racek
- Dracula et ses femmes vampires (Dan Curtis, 1973) avec Jack Palance
- Count Dracula (Philip Saville, 1977) avec Louis Jourdan
- Dracula (John Badham, 1979) avec Frank Langella
- Dracula (Bram Stoker's Dracula, Francis Ford Coppola, 1992) avec Gary Oldman. Ce film met en avant le côté érotique du roman et introduit une romance entre Dracula et le personnage de Mina Murray[1].
- Dracula (Dracula 3D, Dario Argento, 2012), avec Thomas Kretschmann

## Adaptations libres du roman

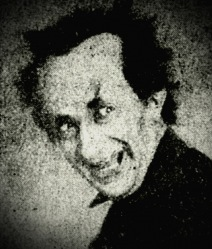
Paul Askonas dans le rôle de Drakula dans Drakula halála de Károly Lajthay (1921).

- Drakula (Дракула, 1920), film muet russe qui serait la première adaptation de Dracula au cinéma[2] à défaut d'informations plus probantes sur la date et le nom du réalisateur[3] et en l'absence de copie certifiée. Certaines sources analysent que la belle histoire de la copie trouvée aux Archives du film de Serbie et projetée à Dimitrovgrad en 2014 serait une fausse information[4] et la vidéo comme l'affiche du film qui circulent sur Internet un faux.
- Drakula (Karoly Lajthay, 1921) avec Paul Askonas.
- Dracula au Pakistan (Zinda Laash, Khwaja Sarfraz, 1967) avec Rehan
- Bara no Konrei (La Fiancée de la rose) (Adaptation libre par le groupe de musique Visual Kei Malice Mizer en 2001 ; il est muet, sous-titré en japonais et en anglais et la musique est totalement composée par les membres qui jouent aussi les personnages principaux)
- Dracula 3000 (Darrell Roodt, 2004) avec Langley Kirkwood
- Dracula 2012 (en) (Vinayan (en), 2013), avec Anushka Shetty : film sud-indien
- Renfield (Chris McKay, 2023) avec Nicolas Cage en Dracula
- Le Dernier Voyage du Demeter (2023), adaptation uniquement du chapitre The Captain's Log du roman

## Nosferatu
Adaptation officieuse (les ayants droit n'avaient pas donné leur accord), le film Nosferatu de Friedrich Murnau est considéré comme un chef-d'œuvre du genre. Werner Herzog en réalise ultérieurement un remake.
- Nosferatu le vampire (Nosferatu, eine Symphonie des Grauens, Friedrich Murnau, 1922) avec Max Schreck ; Dracula est rebaptisé Comte Orlock.
- Nosferatu, fantôme de la nuit (Nosferatu: Phantom der Nacht, Werner Herzog, 1979) avec Klaus Kinski ; contrairement au film de Murnau dont il est le remake, ce film est une adaptation « officielle » du roman de Bram Stoker, puisque le vampire y conserve son nom de Dracula.
- Nosferatu à Venise (Nosferatu a Venezia, Augusto Caminito, 1988) avec Klaus Kinski. Le vampire s'appelle ici simplement Nosferatu et non pas Orlock, ni Dracula.
- L'Ombre du vampire (Shadows of the vampire, E. Elias Merhige, 2000) avec Willem Dafoe. Le film retrace de manière fictionnelle le tournage du film de Murnau, ce dernier ayant engagé un véritable vampire dans le rôle-titre.
- Nosferatu (Robert Eggers, 2024) avec Bill Skarsgård

## Universal Monster

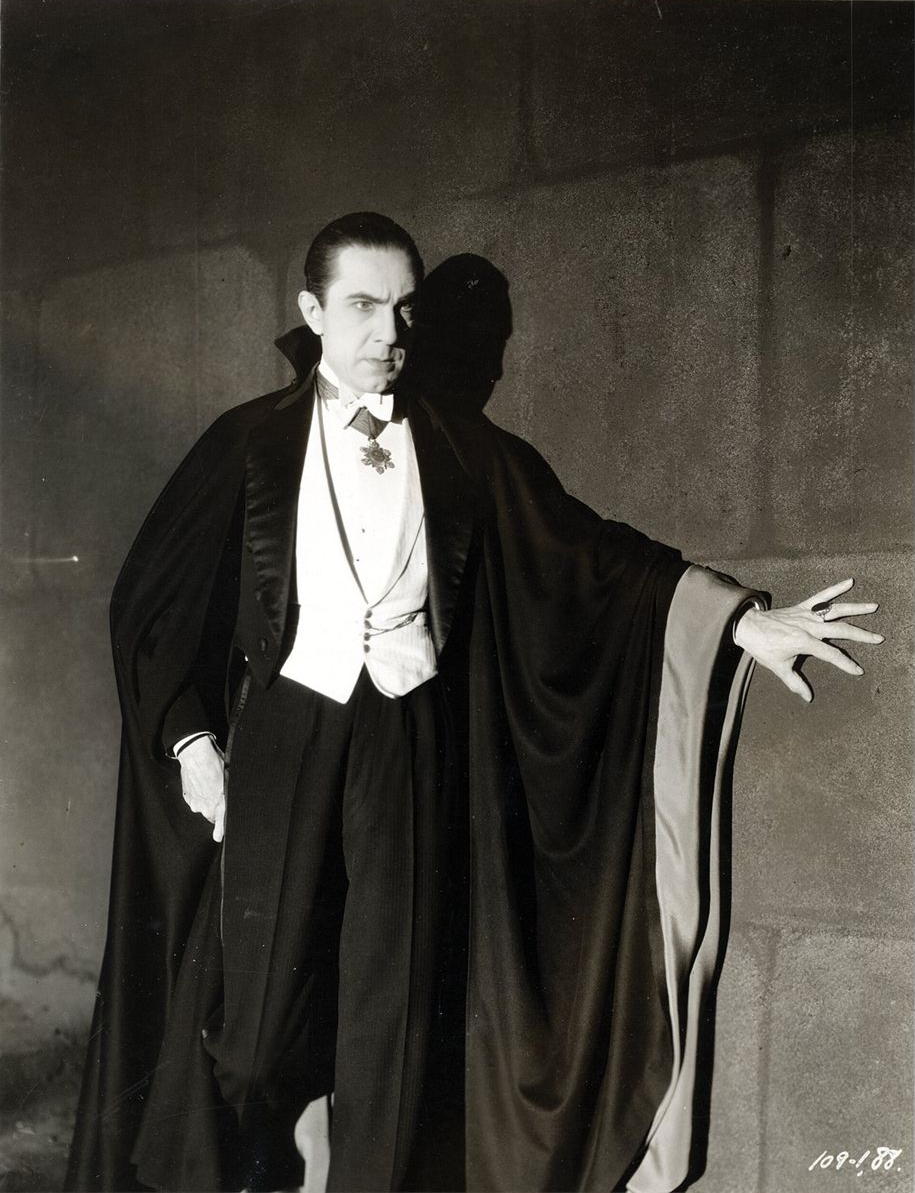
Bela Lugosi dans Dracula (1931).

Dans les années 1930, le studio Universal adapte de nombreux classiques de l'horreur et des suites originales.
- Dracula (Dracula, Tod Browning, 1931) avec Bela Lugosi.
- Drácula (George Melford, 1931) avec Carlos Villarías adaptation en langue espagnole du film de Browning.
- La Fille de Dracula (Dracula's Daughter, Lambert Hillyer, 1936).
- Le Fils de Dracula (Son Of Dracula, Robert Siodmak, 1943) avec Lon Chaney Jr.
- La Maison de Frankenstein (House Of Frankenstein, Erle C. Kenton, 1944) avec John Carradine.
- La Maison de Dracula (House Of Dracula, Erle C. Kenton, 1945) avec John Carradine.
- Deux Nigauds contre Frankenstein (Abbott & Costello Meet Frankenstein, Charles Barton, 1948) avec Bela Lugosi.

## Dracula (1958-1974) deHammer Films

### Équipe technique
| Équipe technique | Le Cauchemar de Dracula (1958) | Les Maîtresses de Dracula (1960) | Dracula, prince des ténèbres (1966) | Dracula et les Femmes (1968) | Une messe pour Dracula (1970) | Les Cicatrices de Dracula (1970) | Dracula 73 (1972) | Dracula vit toujours à Londres (1973) | La Légende des sept vampires d'or (1974) |
| ---------------- | ------------------------------ | -------------------------------- | ----------------------------------- | ---------------------------- | ----------------------------- | -------------------------------- | ----------------- | ------------------------------------- | ---------------------------------------- |
| Réalisateur(s)   | Terence Fisher                 | Terence Fisher                   | Terence Fisher                      | Freddie Francis              | Peter Sasdy                   | Roy Ward Baker                   | Alan Gibson       | Alan Gibson                           | Roy Ward Baker                           |
| Producteur(s)    | Anthony Hinds                  | Anthony Hinds                    | Anthony Nelson Keys                 | Aida Young                   | Aida Young                    | Aida Young                       | Michael Carreras  | Roy Skeggs                            | Runme Shaw                               |
| Producteur(s)    |                                |                                  |                                     |                              |                               |                                  | Josephine Douglas | Don Houghton                          | Don Houghton                             |
| Scénariste(s)    | Jimmy Sangster                 | Jimmy Sangster                   | Jimmy Sangster                      |                              |                               |                                  | Don Houghton      | Don Houghton                          | Don Houghton                             |
| Scénariste(s)    | Anthony Hinds                  |                                  |                                     |                              |                               |                                  |                   |                                       |                                          |
| Scénariste(s)    | Peter Bryan                    |                                  |                                     |                              |                               |                                  |                   |                                       |                                          |
| Scénariste(s)    | Edward Percy                   |                                  |                                     |                              |                               |                                  |                   |                                       |                                          |
| Compositeur(s)   | James Bernard                  | Malcolm Williamson               | James Bernard                       | James Bernard                | James Bernard                 |                                  | Mike Vickers      | John Cacavas                          | James Bernard                            |
| Photographie     | Jack Asher                     | Jack Asher                       | Michael Reed                        | Arthur Grant                 | Arthur Grant                  |                                  | Dick Bush         | Brian Probyn                          | Roy Ford                                 |
| Photographie     |                                |                                  |                                     |                              |                               |                                  |                   | John Wilcox                           |                                          |
| Monteur(s)       | Bill Lenny                     | Alfred Cox                       | Chris Barnes                        | Spencer Reeve                | Chris Barnes                  |                                  | James Needs       | Chris Barnes                          | Chris Barnes                             |
| Dates de sortie  | 2 mai 1958                     | 2 juillet 1960                   | 7 janvier 1966                      | 7 novembre 1968              | 7 mai 1970                    | 8 novembre 1970                  | 8 septembre 1972  | 3 novembre 1973                       | 11 juillet 1974                          |
| Studio           | Hammer Films                   | Hammer Films                     | Hammer Films                        | Hammer Films                 | Hammer Films                  | Hammer Films                     | Hammer Films      | Hammer Films                          | Hammer Films                             |

## Acteurs des films originaux
| Équipe technique     | Le Cauchemar de Dracula (1958) | Les Maîtresses de Dracula (1960) | Dracula, prince des ténèbres (1966) | Dracula et les Femmes (1968) | Une messe pour Dracula (1970) | Les Cicatrices de Dracula (1970) | Dracula 73 (1972) | Dracula vit toujours à Londres (1973) | La Légende des sept vampires d'or (1974) |
| -------------------- | ------------------------------ | -------------------------------- | ----------------------------------- | ---------------------------- | ----------------------------- | -------------------------------- | ----------------- | ------------------------------------- | ---------------------------------------- |
| Dracula              | Christopher Lee                |                                  | Christopher Lee                     | Christopher Lee              | Christopher Lee               | Christopher Lee                  | Christopher Lee   | Christopher Lee                       | John Forbes-Robertson                    |
| Abraham Van Helsing  | Peter Cushing                  | Peter Cushing                    |                                     |                              |                               |                                  |                   |                                       |                                          |
| Jonathan Harker      | John Van Eyssen                |                                  |                                     |                              |                               |                                  |                   |                                       |                                          |
| Mina Harker          | Melissa Stribling              |                                  |                                     |                              |                               |                                  |                   |                                       |                                          |
| Arthur Holmwood      | Michael Gough                  |                                  |                                     |                              |                               |                                  |                   |                                       |                                          |
| Lawrence Van Helsing |                                |                                  |                                     |                              |                               |                                  | Peter Cushing     |                                       | Peter Cushing                            |
| Lorrimer Van Helsing |                                |                                  |                                     |                              |                               |                                  | Peter Cushing     | Peter Cushing                         |                                          |
| Jessica Van Helsing  |                                |                                  |                                     |                              |                               |                                  | Stephanie Beacham | Joanna Lumley                         |                                          |

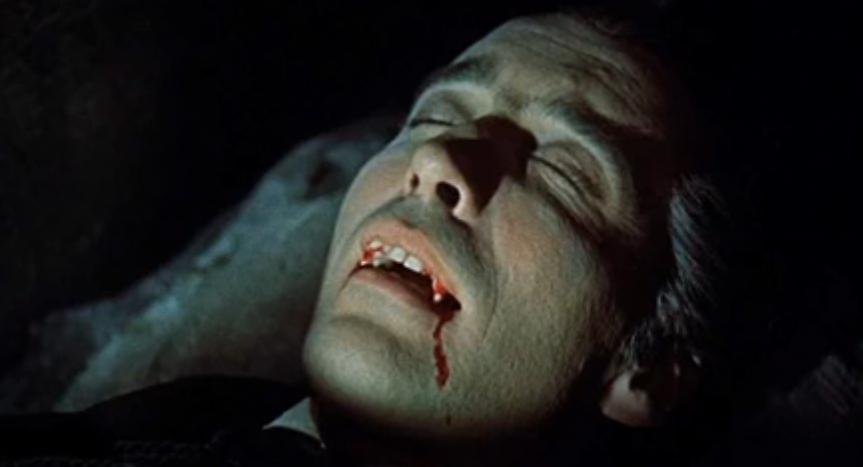
Christopher Lee dans Le Cauchemar de Dracula (1958).

De la même manière qu'Universal, la Hammer adapte les classiques de l'horreur et écrit de nombreuses suites et ce dans un style très différent.
- Le Cauchemar de Dracula (Horror of Dracula, Terence Fisher, 1958) avec Christopher Lee.
- Les Maîtresses de Dracula (The brides of Dracula, Terence Fisher, 1960).
- Dracula, prince des ténèbres (Dracula, Prince of Darkness, Terence Fisher, 1965) avec Christopher Lee.
- Dracula et les femmes (Dracula has risen from the Grave, Freddie Francis, 1968) avec Christopher Lee.
- Les Cicatrices de Dracula (Scars of Dracula, Roy Ward Baker, 1970) avec Christopher Lee.
- Une messe pour Dracula (Taste the blood of Dracula, Peter Sasdy, 1970) avec Christopher Lee.
- Dracula 73 (Dracula A.D. 72, Alan Gibson, 1972) avec Christopher Lee.
- Dracula vit toujours à Londres (The Satanic Rites of Dracula, Alan Gibson, 1973) avec Christopher Lee.
- La Légende des sept vampires d'or (The Legend Of The 7 Golden Vampires, Roy Ward Baker, 1974) avec John Forbes-Robertson.

## Dracula de Jesús Franco
- Les Nuits de Dracula (Count Dracula, Jesús Franco, 1970) avec Christopher Lee.
- La Fille de Dracula (Jesús Franco, 1972) avec Howard Vernon.
- Dracula, prisonnier de Frankenstein (Dracula contra Frankenstein, Jesús Franco, 1972) avec Howard Vernon.
- Killer Barbys contra Dracula (Killer Barbys vs. Dracula, Jesús Franco, 2002) avec Enrique Sarasola.

## Blacula
- Blacula, le vampire noir (William Crain, 1972) avec William Marshall.
- Scream Blacula Scream (Bob Kelljan, 1973) avec William Marshall.

## Dracula 2000
- Dracula 2001 (Wes Craven Presents Dracula 2000, Patrick Lussier, 2000) avec Gerard Butler.
- Dracula II : Ascension (Wes Craven Presents Dracula II: Ascension, Patrick Lussier, 2003) avec Stephen Billington.
- Dracula III : Legacy (Dracula III : Legacy, Patrick Lussier, 2005) avec Rutger Hauer.

## Suites diverses
- Le Retour de Dracula (The Return of Dracula, Paul Landres, 1958) avec Francis Lederer.
- Le Château de Dracula (Blood of Dracula's Castle, Al Adamson, Jean Hewitt, 1969) avec Alexander D'Arcy.
- Du sang pour Dracula (Andy Warhol's Dracula, Paul Morrissey, 1974) avec Udo Kier.

## Entre mythe et réalité
- Dracula Untold (Gary Shore, 2014) avec Luke Evans

## Santo contre Dracula
- Santo contre le trésor de Dracula (René Cardona, 1968) avec Aldo Monti
- Santo et Blue Demon contre Dracula et le Loup-Garou (Santo y Blue Demon contra Drácula y el Hombre Lobo, Miguel M. Delgado, 1973) avec Aldo Monti

## Crossovers divers
- Billy the Kid vs. Dracula (William Beaudine, 1966) avec John Carradine
- Dracula contre Frankenstein (Los monstruos del terror, Hugo Fregonese, Tulio Demicheli, Eberhard Meichsner, 1970)
- Dracula contre Frankenstein ou Dracula à la recherche de Frankenstein (Dracula vs. Frankenstein, Al Adamson, 1971) avec Zandor Vorkov
- The Monster Squad (Fred Dekker, 1987) avec Duncan Regehr
- Van Helsing (Stephen Sommers, 2004) avec Richard Roxburgh
- Batman contre Dracula (Michael Goguen, 2005) avec Peter Stormare (VF : Jean-Claude Donda)

## Parodies
- Un appel de Transylvanie (Transylvania 6-5000, Chuck Jones et Maurice Noble, 1963)
- Le Bal des vampires (The Fearless Vampire Killers, Roman Polanski, 1967)
- Le Grand Amour du comte Dracula (El Gran amor del conde Drácula, Javier Aguirre, 1974) avec Jacinto Molina
- Old Dracula (Clive Donner, 1974) avec David Niven
- Dracula père et fils (Édouard Molinaro, 1976) avec Christopher Lee
- Zoltan, le chien de Dracula (Dracula's Dog, Albert Band, 1978) avec Michael Pataki
- Les Charlots contre Dracula (Jean-Pierre Vergne, 1980) avec Gérard Jugnot
- Dracula, mort et heureux de l'être (Dracula : dead and loving it, Mel Brooks, 1995)
- Le Bal de l'Enfer (The Invitation, Jessica M. Thompson, 2022)

## Série télévisée
- Bart Simpson Dracula (Bart Simpson's Dracula, David Silverman, 1993)
- Buffy contre Dracula (Buffy vs. Dracula, David Solomon, 2000)
- Comte Mordicus (Count Duckula, Cosgrove Hall, 1988-1993)
- Dracula (Dracula, Cole Haddon, 2013)
- Dracula: The Series (Dracula: The Series, Allan Eastman, 1990-1991)
- La Tante de Frankenstein (Frankensteinova teta, Allan Rune Pettersson, 1986)
- Penny Dreadful (Penny Dreadful, Sam Mendes, 2014-)
- Les Monstres (The Munsters, Joe Connelly et Bob Mosher, 1964-1966)
- Young Dracula (Young Dracula, Danny Robins et Dan Testel, 2006-2014)